# Eduard Ossowski
Eduard Ossowski SAC (* 3. Juli 1878 in Struga; † 14. Januar 1944 im Gestapogefängnis von Frankfurt) war ein römisch-katholischer Ordensbruder, der während der nationalsozialistischen Diktatur in der Haft zu Tode kam.

## Leben
Eduard Ossowski war nach seiner Volksschulzeit auf dem bäuerlichen Betrieb seiner Eltern tätig, leistete seinen Militärdienst ab und arbeitete anschließend als Bauhandwerker in Duisburg. Am 19. März 1902 trat er in den Orden der Pallottiner ein und legte am 9. Oktober 1904 in Limburg an der Lahn die Erste Profess ab. 1914 wurde er zum Kriegsdienst eingezogen und blieb Soldat bis zum Ende des Ersten Weltkrieges. In den folgenden beiden Jahrzehnten arbeitete Ossowski als Maurer in verschiedenen Niederlassungen der Pallottiner in Deutschland, war dann aber durch eine zunehmende rheumatische Erkrankung gezwungen, in ein anderes Tätigkeitsfeld zu wechseln. Deshalb verrichtete er seit 1938 Hilfsdienste in der Küche des pallotinischen Studienhauses von Vallendar.

## Verhaftung und Tod
Nachdem das Studienhaus von den Nationalsozialisten noch im selben Jahr aufgelöst worden war, wechselte Eduard Ossowski in die Küche des Missionshauses der Pallottiner in Limburg. Im gleichen Gebäudekomplex war auch eine Zweigstelle der Gestapo untergebracht und es dauerte nicht lange, bis Ossowski, der zu den im benachbarten Hilfskrankenhaus tätigen französischen Kriegsgefangenen Kontakt aufgenommen hatte und sie auch mit heimlichen Lebensmittelgaben unterstützte, in den Fokus der Sicherheitsbehörden geriet. Dabei wurde ihm seine als schlicht beschriebene aber desto offenere und ehrlichere Geisteshaltung zum Verhängnis. In einer verbalen Auseinandersetzung mit einem Gestapobeamten ließ er sich zu der Äußerung hinreißen „Sie und Hitler und Genossen werden in der Hölle schön schmoren und den Teufeln die Schwänze putzen müssen!“. Daraufhin wurde er am 13. Dezember 1942 wegen staatsfeindlicher Gesinnung verhaftet und am 17. September 1943 vom Sondergericht trotz Anerkennung seiner verminderten geistigen Zurechnungsfähigkeit wegen Wehrkraftzersetzung zu einem Jahr Gefängnis verurteilt. Obwohl schon neun Monate in Untersuchungshaft, rechnete ihm das Sondergericht davon nur drei Monate auf die Strafe an. Nach Darstellung der Behörden erlag Eduard Ossowski am 14. Januar 1944 im Frankfurter Gestapogefängnis den Folgen einer Grippe. Tatsächlich ließ man ihn offenbar schlichtweg verhungern. Eine Augenzeugenschilderung nach Kriegsende berichtete sogar, dass Eduard Ossowski von den Gestapobeamten erwürgt worden sei. Zunächst in Frankfurt beigesetzt, konnte er kurz darauf nach Limburg übergeführt werden.

## Gedenken
Die deutsche katholische Kirche hat Bruder Eduard Ossowski als Blutzeugen aus der Zeit des Nationalsozialismus in das deutsche Martyrologium des 20. Jahrhunderts aufgenommen.